# Acarosporales
Acarosporales es un orden de hongos en la clase Lecanoromycetes. Los análisis filogenéticos realizados tanto usando las secuencias del gen codificador de proteínas RPB2 como genes de ribosoma nuclear ubican a este orden en la subclase  Acarosporomycetidae.